# إدوارد آرثر ميلن
هو إدوارد أرثور ميلين الفيزيائي الفلكي الإنجليزي المولود بتاريخ 14 فبراير 1896 في هول والمتوفي بتاريخ 21 سبتمبر 1950 في دبلن، أستاذا في كامبريدج ومانشستر، ومنذ 1928 في أكسفورد، وقد قام ميلين بأعمال مجيدة وخصوصاً عن نظرية أغلفة النجوم والكسمولوجي.

## روابط خارجية
- إدوارد آرثر ميلن على موقع الموسوعة البريطانية (الإنجليزية)
- إدوارد آرثر ميلن على موقع إن إن دي بي (الإنجليزية)